# رودخانه جن

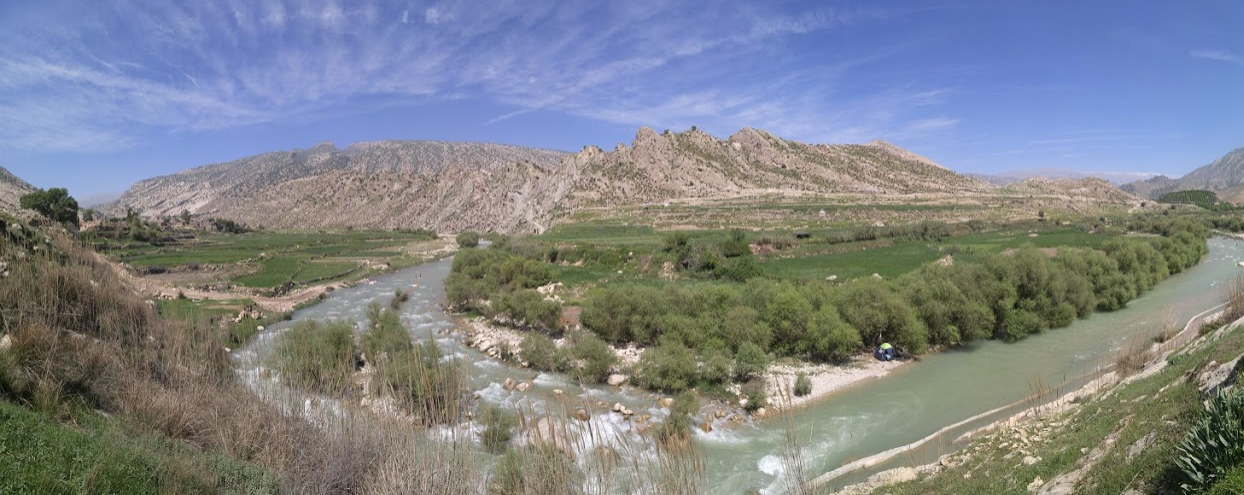
رودخانه جن

این رودخانه از بخش موگرمون واقع در شهرستان لنده سرچشمه می‌گیرد سپس از روستای لیرکک دشمن زیاری عبور کرده و نهایتاً به رودخانه مارون می پیونند
.